# Ministerio de Turismo (El Salvador)
El Ministerio de Turismo de El Salvador (MITUR) es la entidad gubernamental que le corresponde determinar y velar por el cumplimiento de la política nacional relacionada con esta materia. Fue creada por Decreto Ejecutivo del 1 de junio de 2004, publicado en el Diario Oficial de esa misma fecha.
Otras instituciones vinculadas al MITUR son la Corporación Salvadoreña de Turismo (CORSATUR), institución autónoma con personalidad jurídica y patrimonio propio, que es "gestora de desarrollo turístico del país" y cuyas acciones están orientadas "hacia la coordinación de esfuerzos intersectoriales" que contribuyan a que el sector se convierta en fuentes de empleos e ingresos para la población; y también el Instituto Salvadoreño de Turismo (ISTU),  entidad de utilidad pública encargada de la administración de los centros recreativos de su propiedad.
Algunos turicentros administrados por el ISTU son: Sihuatehuacán, Cerro Verde, y Los Chorros.